# Здание Большого театра
Здание Большого театра — здание в центре Москвы, в котором располагается Государственный академический Большой театр.

## История

### Петровский театр
Историю театра принято вести с 17 (28) марта 1776 года, когда губернский прокурор князь Пётр Васильевич Урусов получил высочайшее соизволение императрицы Екатерины II «содержать… театральные всякого рода представления, а также концерты, воксалы и маскарады». Князь начал строительство театра, который — по месту расположения на улице Петровка (на правом берегу Неглинки) — был назван Петровским. Театр Урусова сгорел ещё до его открытия, и князь передал дела своему компаньону, английскому предпринимателю Майклу (Михаилу) Меддоксу. Именно под руководством Меддокса по проекту архитектора Христиана Розберга в 1776—1789 годах был построен Большой Петровский театр. Театр получил название по улице Петровке, в начале которой он стоял на тесном участке, окружённый хаотичной застройкой.
Трёхэтажное кирпичное здание с белокаменными деталями и под тесовой крышей поднялось за пять месяцев и обошлось Меддоксу в 130 тысяч рублей серебром, на 50 тысяч больше сметы. Торжественное открытие состоялось 30 декабря 1780 года. Театр имел партер, три яруса лож и галерею, вмещавшие около 1 тыс. зрителей, «маскерадную залу в два света», «карточную» и другие специальные помещения; в 1788 году к театру пристроили новый круглый маскарадный зал — «Ротунду». По другим источникам, зал вмещал 800 посетителей: «В театре было четыре яруса с ложами и две просторные галереи. В партере насчитывалось два ряда с закрытыми по бокам сиденьями. Роскошно украшенные ложи стоили от трёхсот до тысячи рублей и дороже. Билет в партер стоил один рубль. Театральный зал вмещал 800 зрителей и ещё столько же публики вмещалось на галереях». В 1794 году Меддокс из-за финансовых трудностей вынужден был передать театр в казну; театр стал Императорским.
Петровский театр Меддокса простоял 25 лет — 8 октября 1805 года здание сгорело. В течение трёх лет труппа давала представления в домашних театрах московской знати; некоторое время спектакли шли во владении Пашковых в северном крыле здания на углу Моховой и Большой Никитской улиц (позднее перестроенном под университетскую церковь мученицы Татьяны). Новое деревянное здание было построено К. И. Росси на Арбатской площади. Театр имел партер, бенуар, три яруса лож и раёк, отличался хорошей акустикой; его интерьеры были расписаны художником М. И. Скотти. Площадь, ранее отличавшуюся непролазной грязью, выровняли и замостили, а перед театром разбили цветники. Просуществовав четыре года, здание театра сгорело во время московского пожара 1812 года. После этого театр разместился на Знаменке в доме Апраксина, который был построен в 1792 году по проекту архитектора Ф. Кампорези. Театральное помещение в доме Апраксина было тесным и неудобным, вместо кресел там стояли обтянутые грубым сукном скамейки; несколько раз за время нахождения там Петровского театра в нём случались пожары.

### Театр Бове

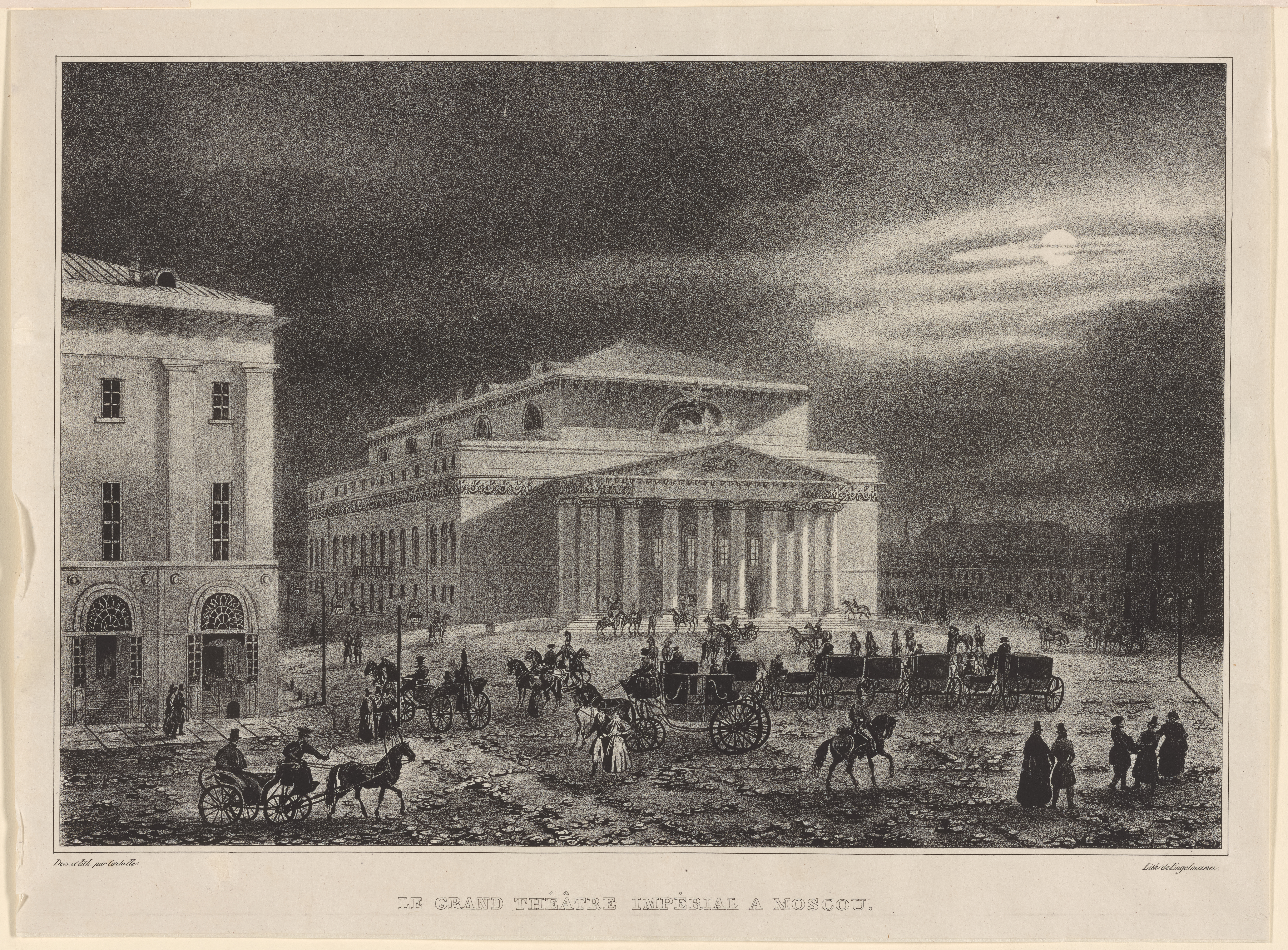
Литография Огюста Кадоля 1830-х годов

В 1816 году Комиссия о строении Москвы объявила конкурс на возведение нового здания театра, обязательным условием которого стало включение в постройку обгоревшей стены театра Меддокса. В конкурсе приняли участие Л. Дюбуи, Д. Жилярди, Ф. Кампорези, П. Гонзаго, А. Н. Бакарев и другие архитекторы, однако ни один проект не был принят. Победителем повторного конкурса был признан проект профессора Императорской Академии художеств А. А. Михайлова. Однако проект Михайлова посчитали слишком дорогостоящим, к тому же задуманное им здание театра по своему масштабу, чрезмерно крупному, не соответствовало окружающей застройке. Переработку проекта поручили архитектору О. И. Бове, который полностью сохранил основы композиции Михайлова, однако существенно изменил пропорции здания, уменьшив его высоту с 41 до 37 метров, а также внёс существенные коррективы в его наружную и внутреннюю отделку.
По замыслу Бове, претворявшего в жизнь идеи разработанного им и утверждённого в 1817 году генерального плана Москвы, театр должен был стать композиционным центром ампирного города-храма, восславлявшего победу в Отечественной войне. Величие театра подчёркивалось разбитой перед ним строгой прямоугольной площадью, в 1820-е называвшейся Петровской, но вскоре переименованной в Театральную. Бове привёл спроектированный Михайловым объём в соответствие с площадью и развернул квадригу Аполлона к зрителям. Проект сооружения театра был утверждён 10 ноября 1821 года; ещё до его утверждения Бове приступил к постройке фундаментов театра по намеченному им плану, при этом часть фундаментов сгоревшего здания были сохранены.

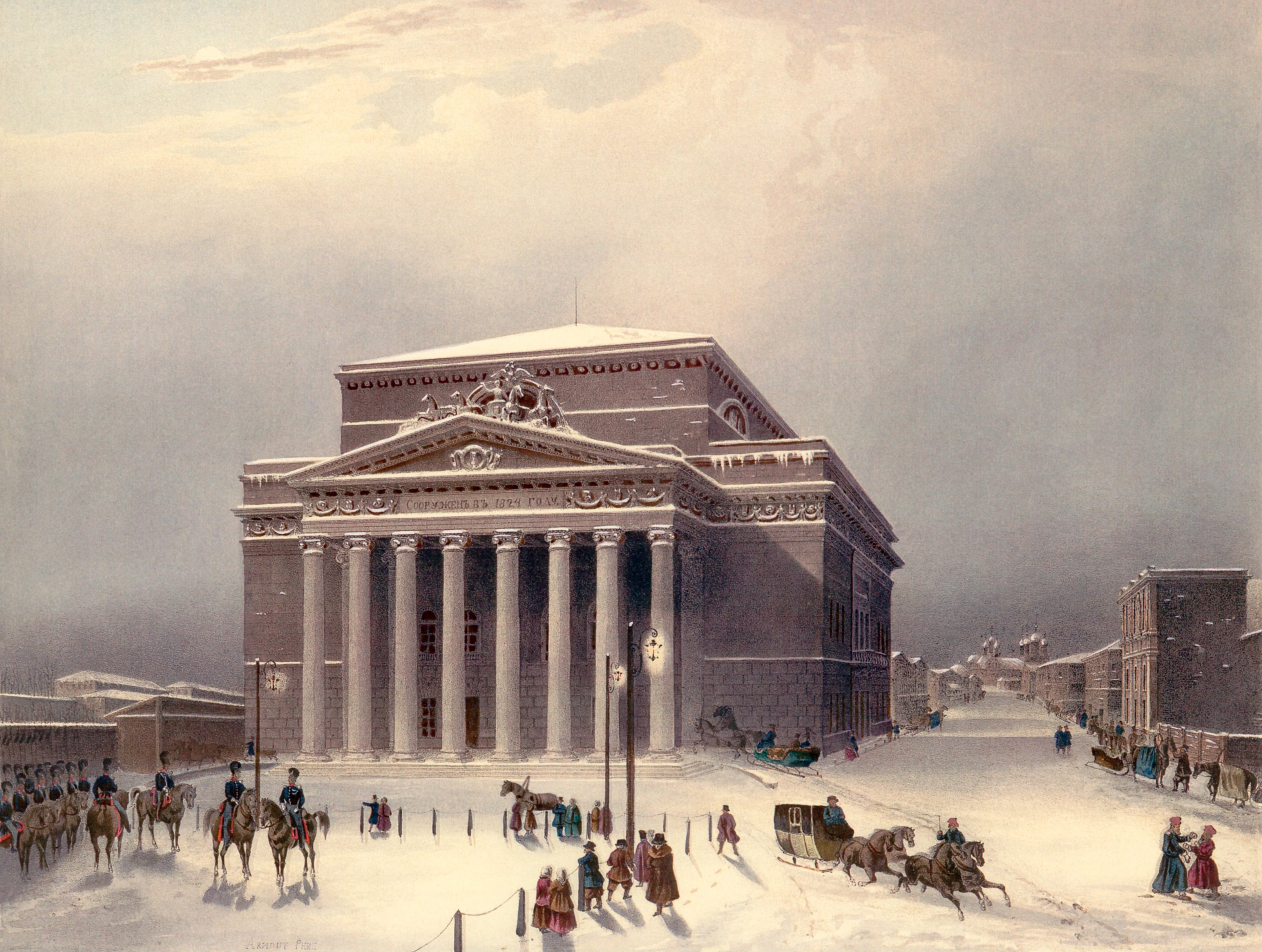
Рисунок XIX века

Театр открылся 6 (18) января 1825 года представлением «Торжество муз» — прологом в стихах М. А. Дмитриева, музыка Ф. Е. Шольца, А. Н. Верстовского и А. А. Алябьева: сюжет в аллегорической форме рассказывал, как Гений России, объединившись с музами, из развалин сгоревшего Большого Петровского театра Меддокса создал новый.
В 1842 году театр перешёл под руководство петербургской дирекции императорских театров; из Петербурга в Москву приехала оперная труппа, а управляющим Московской театральной конторой был назначен известный композитор А. Н. Верстовский, который занимал эту должность до 1859 года. Крупная реконструкция театрального здания была осуществлена в 1843 году по проекту архитектора А. С. Никитина — он заменил ионические капители портика на капители типа Эрехтейона, перестроил линию боковых лож, кулуары и сценическую часть, где появилась арьер-сцена.
11 (23) марта 1853 года театр сгорел; после пожара, длившегося несколько дней, уцелели только каменные внешние стены здания и колоннада портика.

### Театр Кавоса

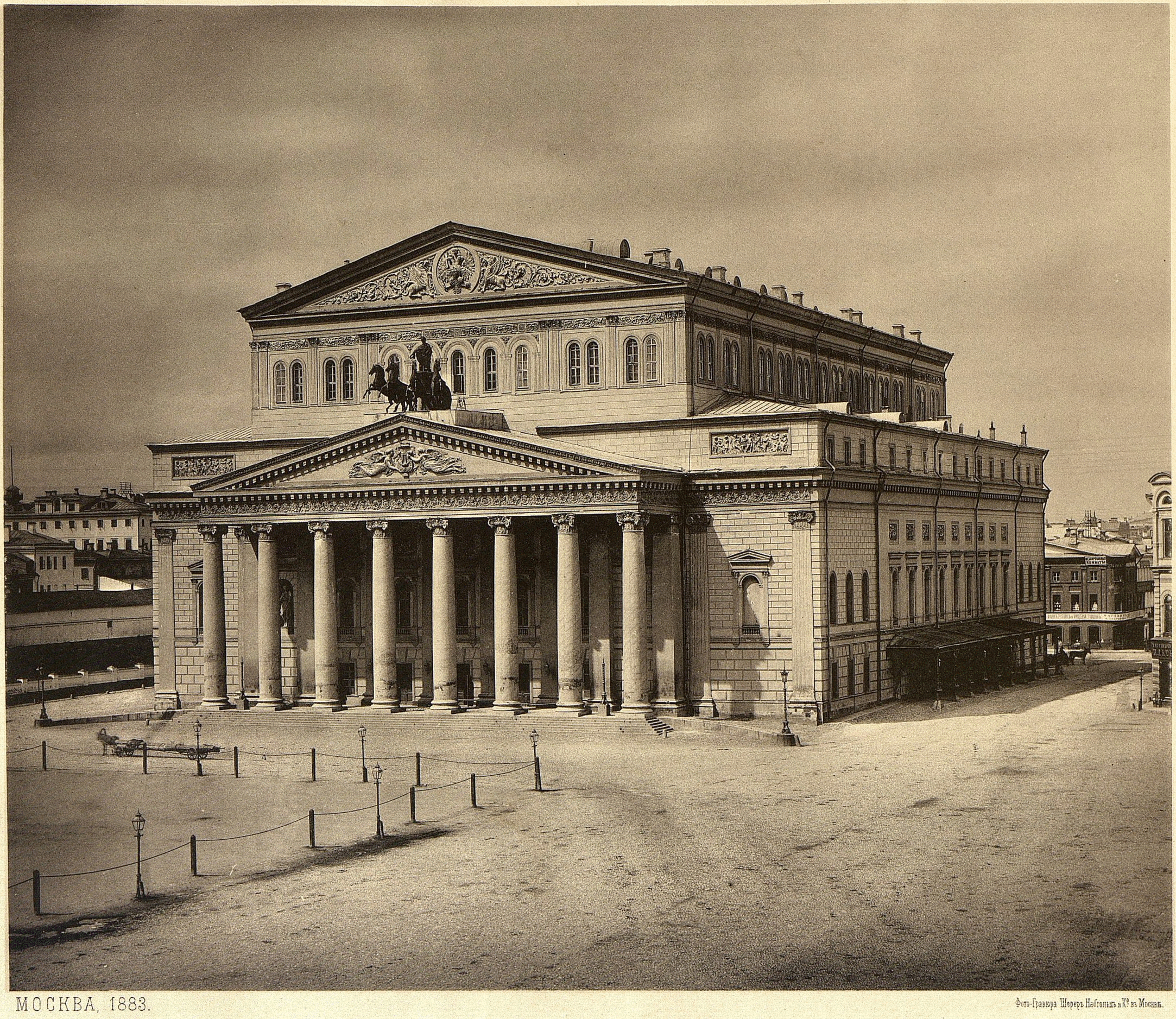
Фотография Н. А. Найдёнова. 1883 г.

К конкурсу на восстановление театра были привлечены архитекторы Константин Тон, А. С. Никитин, Александр Матвеев и главный архитектор Императорских театров Альберт Кавос. Победил проект Кавоса; театр был восстановлен за три года. В основном объём здания и планировка были сохранены, однако Кавос несколько увеличил высоту здания, изменил пропорции и полностью переработал архитектурный декор, оформив фасады в духе ранней эклектики. Взамен погибшей при пожаре алебастровой скульптуры Аполлона над входным портиком поставили бронзовую квадригу работы Петра Клодта. На фронтоне был установлен гипсовый двуглавый орёл — государственный герб Российской империи. Театр открылся вновь 20 августа 1856 года оперой Беллини «Пуритане».
В 1886—1893 годах тыльная сторона здания была перестроена по проекту архитектора Э. К. Гернета, в результате чего сохранённые Кавосом колонны портика оказались внутри складских помещений. В 1890 году в стенах здания появились трещины; проведённое обследование выявило, что фундаменты театра покоились на сгнивших деревянных сваях. В 1894—1898 годах по проекту архитекторов И. И. Рерберга, К. В. Терского и К. Я. Маевского под здание театра был подведён новый фундамент. Однако осадка здания не прекратилась: в 1902 году во время спектакля значительно осела стена зрительного зала, в результате чего заклинило двери в средние ложи и публика была вынуждена выбираться через соседние.

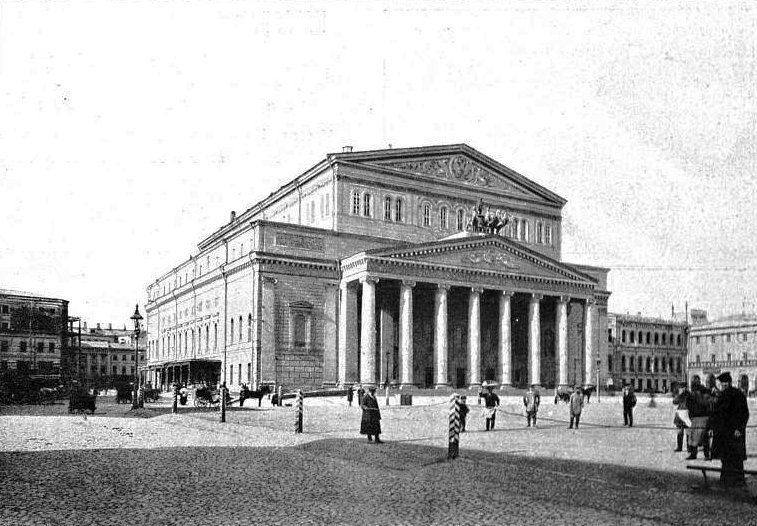
Большой театр. 1905 г.

В течение нескольких лет после октябрьской революции не прекращались споры о судьбе театра; многие высказывались за его закрытие. В 1922 году Президиум ВЦИК постановил считать закрытие театра хозяйственно нецелесообразным. В 1921 году здание театра обследовала комиссия, включающая видных московских архитекторов А. В. Щусева, И. П. Машкова, С. Ф. Воскресенского и И. В. Жолтовского; комиссия пришла к выводу о катастрофическом состоянии полукольцевой стены зрительного зала, которая служила опорой для сводов коридоров и всего зрительного зала. Работы по укреплению стены под руководством И. И. Рерберга начались в августе-сентябре 1921 года и продолжались в течение двух лет. В 1928 году с целью ликвидации ранговой иерархии посетителей архитектор П. А. Толстых перепланировал ряд лестниц и других помещений здания . В середине 1920-х годов старый занавес с изображением квадриги Аполлона был заменён новым, выполненным по рисунку Ф. Ф. Федоровского.

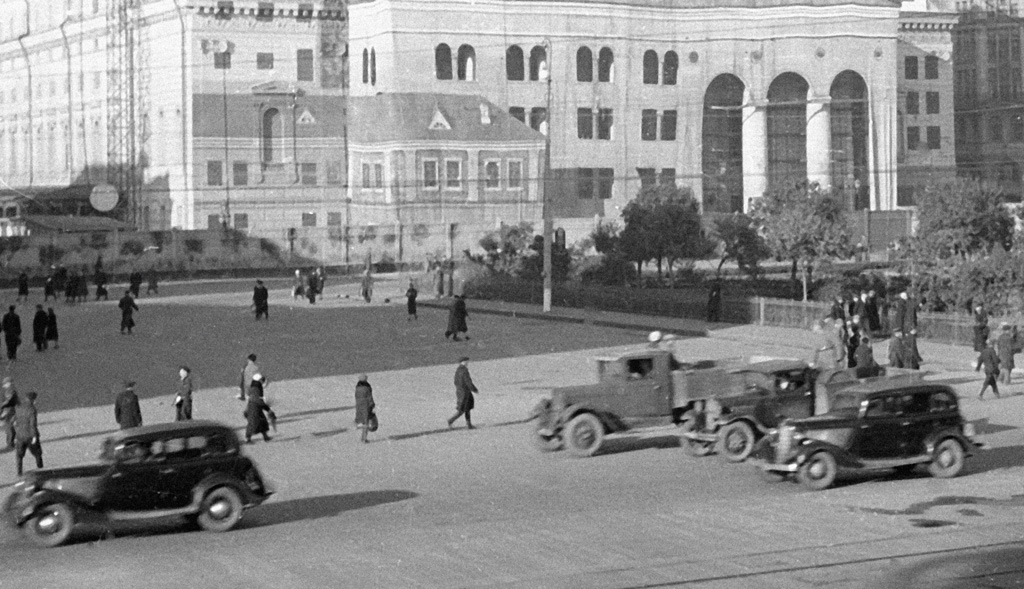
Защитная маскировка фасада. Август 1942 г.

В 1955 году на сцене театра появляется новый роскошный занавес из парчи, прозванный «золотым», выполненный по проекту Ф. Ф. Федоровского, который на протяжении 50 лет был главным оформлением сцены. После реконструкции Большого театра занавес в отреставрированном и слегка изменённом виде (были заменены гербы и надписи) вновь украсил сцену главного театра страны.

### Реконструкция 2005—2011 годов

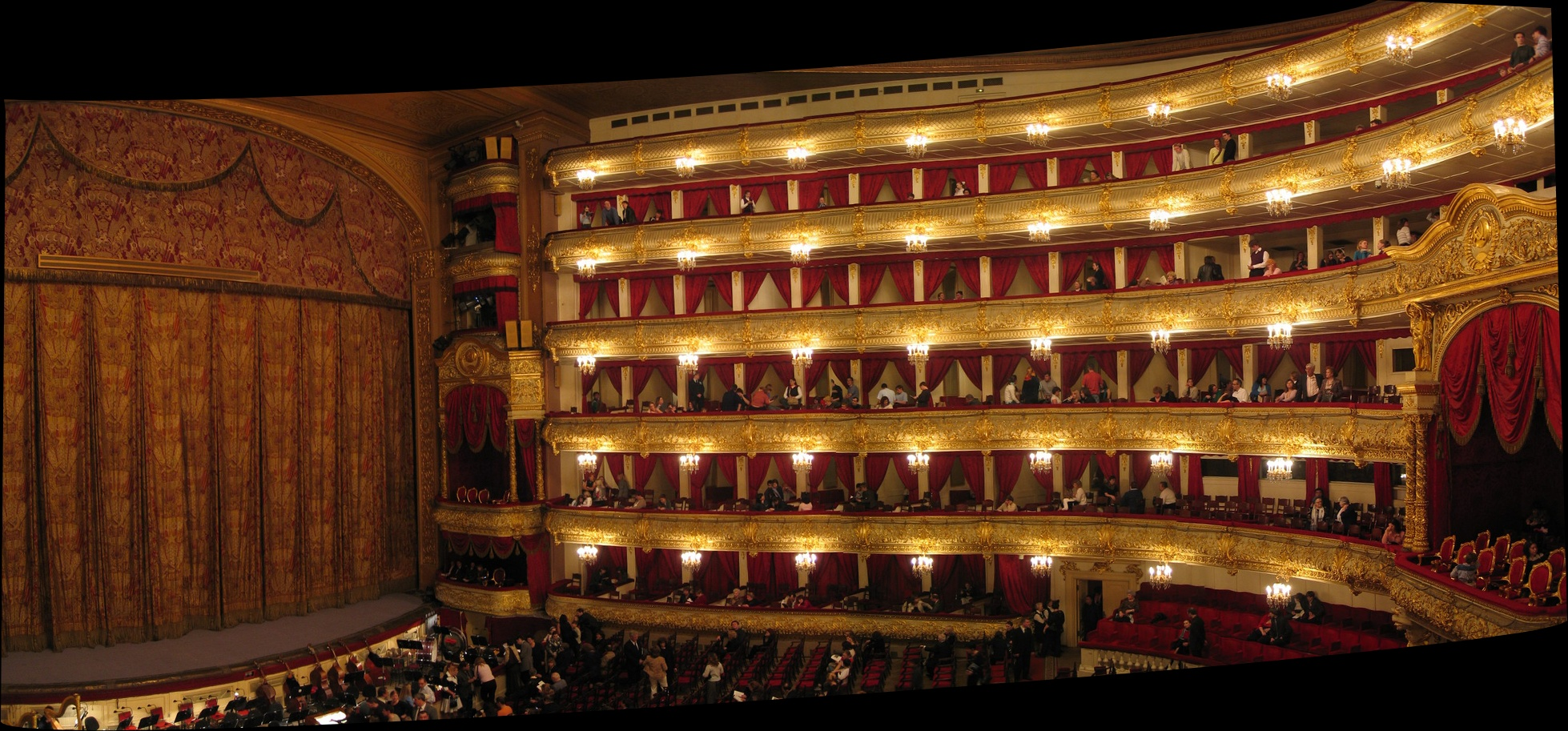
Зрительный зал до реконструкции. 2005 г.

1 июля 2005 года Историческая сцена Большого театра закрылась на реконструкцию, которую первоначально предполагали завершить в 2008 году. Подготовительные работы для предстоящей реконструкции, в ходе которых от исторического здания остались только три несущих стены — главный фасад и боковые, а под фундаментом был вырыт гигантский котлован глубиной более 30 метров, сильно затянулись.
В сентябре 2009 года СКП России возбудил уголовное дело о необоснованном расходовании средств. По данным Счётной палаты, за период реконструкции Большого театра её стоимость выросла в 16 раз, а по словам министра культуры А. А. Авдеева на март 2011 года превысила 20 млрд рублей (500 млн €), что, якобы, было в первую очередь связано с сильным подорожанием цемента и кирпича.
14 февраля 2012 года Счётная палата РФ указала, что «реконструкция Большого театра обошлась в 35,4 млрд рублей, вместо запланированных 37 млрд, что составляет 95,5 процентов сметной стоимости. К таким выводам пришли аудиторы Счетной палаты /СП/ России по итогам проведенных экспертиз».